# Thymallus arcticus

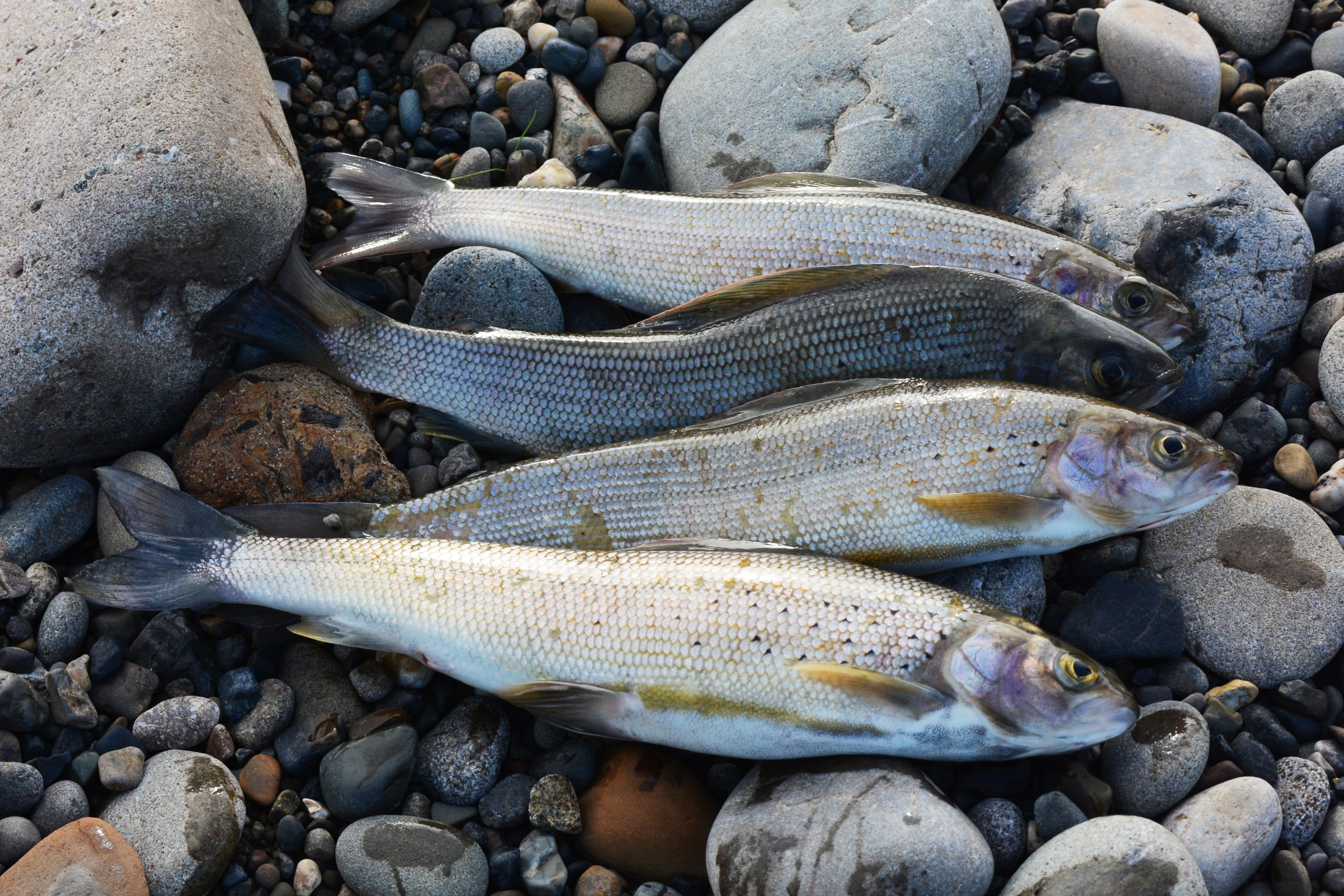

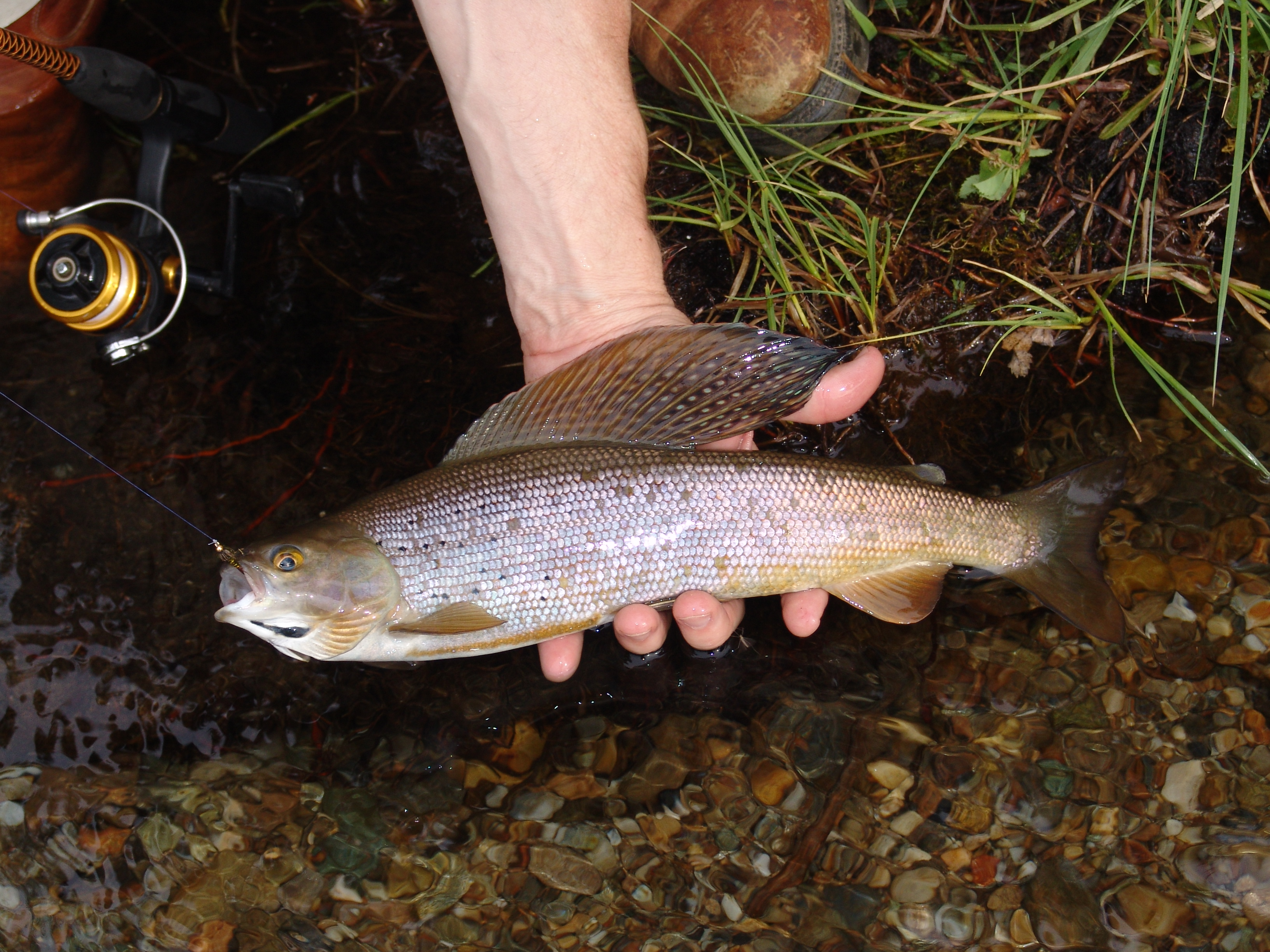

Ombre Arctique
Espèce
Statut de conservation UICN

 LC  : Préoccupation mineure
L'ombre Arctique (Thymallus arcticus) est une espèce de poissons de la famille des Salmonidae. Il est présent dans les bassins versants Pacifique et Arctique au Canada, en Alaska et Sibérie, et également au Montana. Il a été introduit en Idaho et dans certaines zones de l'Arizona.